# お宝を掘り当てろ!! アンティーク鑑定旅
『お宝を掘り当てろ!! アンティーク鑑定旅』（おたからをほりあてろ!! アンティークかんていたび）は、NHK BSプレミアムで2018年1月27日から不定期で放送されているドキュメンタリー・教養番組である。

## 概要
柴田理恵をはじめとする女優（各回2名）が海外の都市に赴き、蚤の市などで販売されている骨董品や家具、雑貨の名品を自腹で発掘する。その後、プロの専門家の鑑定によって品物の評価額を算出し、出演者の目利きの確かさを競い合う。また、旅行時に役立つお宝発掘のノウハウも解説する。
ゴールデンタイムでの約90分間の本放送を経て、後日、プライムタイムに約30分間の総集編・番外編を放送するのが恒例となっている。

## 歴史
2016年12月25日21時00分 - 22時30分にBSプレミアムで放送された紀行番組『“お宝”を掘り当てろ! 〜フランス アンティーク旅〜』を前身番組としている。この番組は2018年以降の番組内容とは異なり、旅人の相楽樹が単独で海外の都市を訪問して名品を発掘するという内容だった。
これに出演者同士の対決要素を盛り込み制作されたのが、2017年7月12日21時00分 - 22時29分にBSプレミアムで放送された『“お宝”を掘り当てろ!! 北欧アンティーク鑑定旅』と題するパイロット版である。旅人を相楽と篠原ともえが務め、ナレーションは八嶋智人が担当した。
2018年の放送からは番組タイトルの「お宝」に付けられていた引用符が外されるとともに、柴田理恵が事実上のレギュラーとして出演を継続している。

## 放送履歴
お宝を掘り当てろ!! アンティーク鑑定旅
| 回 | 初回放送日時                 | タイトル                                                     | 出演者                 | 備考             |
| -- | ---------------------------- | ------------------------------------------------------------ | ---------------------- | ---------------- |
| 1  | 2018年1月27日 21:00 - 22:30  | イタリア アンティーク鑑定旅                                  | 柴田理恵、相楽樹       | 予算：10万円     |
| 2  | 2018年2月22日 19:00 - 19:30  | イタリア アンティーク鑑定旅 in ベネチア                      | 柴田理恵、相楽樹       |                  |
| 3  | 2018年2月23日 19:00 - 19:30  | イタリア アンティーク鑑定旅 in ミラノ・ベネチア              | 柴田理恵、相楽樹       |                  |
| 4  | 2018年6月23日 21:00 - 22:30  | イギリス アンティーク鑑定旅                                  | 柴田理恵、南沢奈央     | ゲスト：木村宗慎 |
| 5  | 2018年9月8日 21:00 - 22:29   | フランス アンティーク鑑定旅                                  | 柴田理恵、ともさかりえ | 予算：10万円     |
| 6  | 2018年9月12日 22:00 - 22:30  | イギリス アンティーク鑑定旅 「ロンドン驚きの名品」           | 柴田理恵、南沢奈央     |                  |
| 7  | 2018年9月19日 22:00 - 22:30  | イギリス アンティーク鑑定旅 「世界最大級のノミの市」         | 柴田理恵、南沢奈央     |                  |
| 8  | 2018年10月20日 22:00 - 22:30 | フランス アンティーク鑑定旅 「魅惑の陶磁器&ポスター」        | 柴田理恵、ともさかりえ |                  |
| 9  | 2018年10月29日 23:00 - 23:29 | フランス アンティーク鑑定旅 「“王妃のシルク”を発見!」        | 柴田理恵、ともさかりえ |                  |
| 10 | 2019年2月16日 21:00 - 21:30  | アメリカ西海岸 アンティーク鑑定旅                            | 柴田理恵、木村多江     |                  |
| 11 | 2019年3月30日 11:00 - 11:30  | アメリカ アンティーク鑑定旅 「発見!憧れのモダンインテリア」  | 柴田理恵、木村多江     |                  |
| 12 | 2019年3月31日 14:15 - 14:45  | アメリカ アンティーク鑑定旅 「珠玉の名品 キルト&ジュエリー」 | 柴田理恵、木村多江     |                  |

## スタッフ
お宝を掘り当てろ!! アンティーク鑑定旅
- ナレーション：小田切千（NHKアナウンサー）
- 企画・総合演出 : 鈴木浩
- ディレクター：鈴木浩　関肇伸
- 制作・著作：NHK